# Лолазор (Джаббар-Расуловский район)
Лолазо́р (тадж. Лолазор; до 2012 г — Кайрагач; тадж. Қайроғоч) — село, эксклав Таджикистана, окружённый территорией Баткенской области Кыргызской Республики. Также называется Западной Калачой, так как расположена западнее села Калача (Гафуровский район). Административно село относится к джамоату Гульхона Джаббор-Расуловского района Согдийской области Таджикистана. Территорию небольшого таджикского оазиса площадью менее 1 км², расположенного в среднем течении реки Булкабашисай, окружает Лейлекский район Кыргызстана. Непосредственно к северу от села Лолазор расположена железнодорожная станция Кайрагач (Кыргызстан). 